# Eugagrella minima
Eugagrella minima is een hooiwagen uit de familie Sclerosomatidae.